# Gastrotheca oresbios
Gastrotheca oresbios é uma espécie de anfíbio anuros da família Hemiphractidae. Está presente no Peru. A UICN classificou-a como deficiente de dados.